# Cavernularia
Cavernularia — рід грибів родини Parmeliaceae. Назва вперше опублікована 1937 року.

## Класифікація
До роду Cavernularia відносять 2 види:
- Cavernularia hultenii
- Cavernularia lophyrea